# Эпштейн, Алек
Алек Давидович Эпштейн (род. 18 апреля 1975, Москва, СССР) — израильский историк, социолог, культуролог, музейный работник, арт-куратор и публицист. Специалист по истории и политологии Израиля и арабо-израильского конфликта, интеллектуальной истории и социологии современного искусства, руководитель и участник ряда исследований по социологии образования и изучению процессов миграции и адаптации, автор более чем пятидесяти монографий и более чем шестисот научных работ и публицистических статей, опубликованных в тринадцати странах на десяти языках, ответственный редактор восемнадцати изданных коллективных монографий и сборников.

## Биография
Родился и вырос в Москве, с 1990 г. живёт в Израиле, при этом в 1999—2010 гг. ежегодно преподавал в Институте стран Азии и Африки Московского государственного университета, а в 2009—2010 гг. — и в Московской высшей школе социально-экономических наук. Вопросы российской истории, культуры и современной общественной жизни близки ему и с профессиональной и с человеческой точки зрения; пока это было возможно, он активно участвовал в российском правозащитном движении и выступал в печати, отстаивая близкие ему ценности. Он определяет себя как гуманист, космополит и социал-демократ. Будучи последовательным атеистом, он выступает за приоритет прав личности, национальное, этническое и гендерное равноправие, признание однополых  браков, включая право на усыновление детей однополыми парами охрану природы и развитие экологически-ориентированного мышления, сокращение числа заключенных, против смертной казни, милитаризма, ксенофобии и идеологии сильного национального государства.
В Израиле на протяжении тринадцати лет (с 1999 по 2012 гг.) преподавал на кафедре социологии и политологии Открытого университета Израиля и в Центре Чейза и Международном Институте им. Ротберга в Еврейском университете в Иерусалиме. В 2014—2018 гг. вел ежегодный курс в Институте им. Яакова Герцога. Как лектор, исследователь и эксперт сотрудничал с рядом российских и зарубежных научных, образовательных и общественных организаций. С лекционными поездками он в 2002—2019 гг. посетил многие города и университеты России: Нижегородский, Томский, Казанский, Уральский (в Екатеринбурге), Российский государственный педагогический университет имени А. И. Герцена в Санкт-Петербурге и ряд других, а также Киево-Могилянскую академию и Латвийский университет в Риге. Он также побывал более чем в тридцати странах, участвуя во всевозможных научных и образовательных форумах во многих из них, сотни раз выступал по радио и по телевидению, в 2004—2007 гг. был координатором и одним из ведущих программы «Открытый радиоуниверситет: Из истории еврейского национального движения и Государства Израиль». Под его руководством в 2003—2010 гг. были подготовлены и защищены несколько дипломных и диссертационных работ.

## Основные темы исследований
Основные темы его трудов: Идеология сионизма и пост-сионизма, интеллектуалы и власть в Израиле и в России, история российского еврейства в XX веке, искусство художников русско-еврейской диаспоры, государственное устройство Израиля, политическая система Израиля, внешняя политика Израиля, Арабо-израильский конфликт, Арабо-израильская война 1948—1949 годов, Шестидневная война, Интифада, проблема Иерусалима, Еврейские поселения на Западном берегу реки Иордан и в Секторе Газа, еврейское и израильское изобразительное искусство. Провел и несколько прикладных социально-экономических исследований, а также исследований в области социологии образования.
В 2008—2016 гг. отдал много сил изучению российского гражданского активизма. Автор первой (и единственной) книги об арт-группе Война, автор-составитель альбома протестного искусства, ставшего реакцией на арест активисток группы Pussy Riot и суд над ними и многих других публикаций по сопредельным темам.
В 2012—2017 гг. подолгу жил и вел исследовательскую работу во Франции, где им был реализован ряд научных проектов, преимущественно посвященных истории искусства первой половины XX века, находящимся в этой стране художественным коллекциям, а также искусству русско-еврейской диаспоры. Длительное пребывание во Франции позволило ему также работать над книгами о творчестве давно живших в этой стране выдающихся живописцев Оскара Рабина и Владимира Янкилевского.
С 2013 г. много работает в сфере изучения израильского изобразительного искусства (с акцентом на творчество художников, переживших Холокост) и музейной жизни страны, в которой принимает активное участие как куратор выставок, автор многочисленных книг и каталогов, опубликованных на трех языках. В своей работе опирается на интенсивное общение с самими живописцами и их наследниками, посещение их студий, изучение подлинных произведений искусства. 

## Основные публикации об Израиле и арабо-израильском конфликте

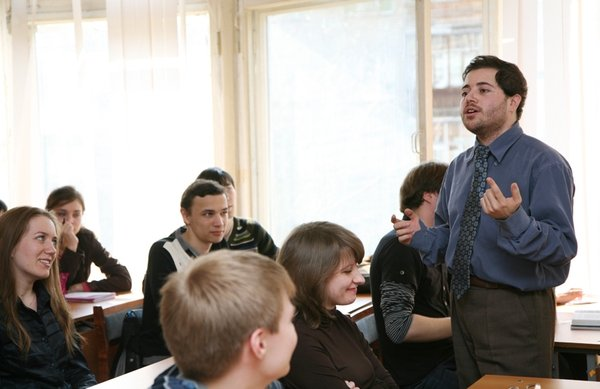
В Уральском университете (2008 год)

Его книга «Войны и дипломатия. Арабо-израильский конфликт в XX веке» (Киев, 2003; московское издание озаглавлено «Бесконечное противостояние») стала первой на русском языке монографией, в которой в сжатой форме рассмотрены основные этапы истории арабо-израильских отношений с 1948 г. до настоящего времени.
Его вторая монография — «Израиль и проблема палестинских беженцев: история и политика» (Москва, 2005) — также представляет собой первую на русском языке книгу по данной тематике. Привлекая значительное количество архивных исторических документов (хронологически покрывающих более чем восьмидесятилетний период — от начала британского мандатного правления до переговоров в Кэмп-Дэвиде и Табе в 2000—2001 гг.) и опубликованных впоследствии работ, автор исследует, как возникла проблема палестинских беженцев, и почему на протяжении пятидесяти с лишним лет она не только не была решена, а лишь обострилась.
В третьей книге А. Д. Эпштейна — «Израиль в эпоху „пост-сионизма“: наука, идеология и политика» (Москва, 2006) — анализируется зарождение концепции «постсионизма», а также говорится о вовлеченности его идеологов в процесс выработки важнейших внешнеполитических документов. Рассмотрение идеологических постулатов «новых историков» предваряется подробным анализом тех уникальных характеристик, которые выделяют сионизм на фоне других национальных движений, а также особенностей социально-политической жизни современного Израиля.
Четвёртая книга А. Д. Эпштейна называется «ХАМАС в региональной политике». Победа исламского фундаменталистского движения ХАМАС на выборах в Законодательное собрание Палестинской национальной администрации в январе 2006 года и последующий захват им власти в секторе Газа в июне 2007 года открыли новую главу в истории Ближнего Востока. Почему это произошло, какие шаги были предприняты, почему они не привели к ожидаемым результатам и что можно сделать в целях предотвращения дальнейшего расползания «исламской революции» — на эти и другие вопросы и пытается ответить А. Д. Эпштейн в этой монографии, фрагмент которой был опубликован в журнале «Космополис»). После выхода книги большое интервью с её автором было опубликовано в журнале «Эксперт».
Пятая книга А. Д. Эпштейна, написанная в соавторстве с московским политологом Г. А. Меламедовым, называется «Дипломатическая битва за Иерусалим. Закулисная история» (Москва/Иерусалим: Институт стран Азии и Африки при МГУ им. М.В. Ломоносова — Институт Ближнего Востока — Ассоциация «Мосты культуры», 2008). Эта книга — первая на русском языке, посвященная комплексному изучению иерусалимской проблемы в после-османский период. Привлекая большой корпус документов, аветоры анализируют изменения в политическом статусе Иерусалима от периода британского мандата и впоследствии существовании в качестве разделенного города до его превращения в объединённую столицу Государства Израиль и при этом — в предмет интенсивных двусторонних и многосторонних переговоров. В заключительных главах книги анализируются детали этих переговоров, а также позиции всех вовлеченных в них сторон.
Шестая монография А. Д. Эпштейна озаглавлена «Израиль и (не)контролируемые территории: уйти нельзя остаться» (Москва/Иерусалим, 2008). Прогремевшая на весь мир военная победа 1967 года должна была стать поворотным моментом в истории Израиля, на долгие годы обеспечив ему и безопасность, и внутреннее спокойствие. В реальности, однако, все оказалось куда сложнее. Эта книга является первой и единственной работой, в которой на основе множества документов и свидетельств участников событий дается ответ на вопрос о том, как блестящий военный успех был превращен политиками в победу Пиррову. В книге также рассказывается о том, как возникли первые израильские поселения на Западном берегу реки Иордан и в секторе Газа.
Седьмая монография А. Д. Эпштейна — «Антитеррористический террор. „Точечные ликвидации“ Израилем палестинских лидеров: политические, правовые и моральные аспекты» (Москва, 2009). На основе пятидесятилетнего израильского опыта «точечных ликвидаций» лидеров палестинского движения сопротивления, в книге анализируется эффективность этой практики, а также рассматриваются проблемы, связанные с её правовым обоснованием. Заключительная глава книги посвящена дискуссии о том, насколько израильский опыт применим в международной антитеррористической деятельности.
Восьмая монография А. Д. Эпштейна — «Израильтяне и палестинцы: от конфронтации — к переговорам и обратно» (Москва/Иерусалим, 2009). В монографии анализируется ход переговорного процесса между израильскими и палестинскими лидерами в 1990-е — 2000-е годы, начиная от контактов, предшествовавших Соглашению Осло и до настоящего времени. Автор предлагает перейти от парадигмы двусторонних переговоров между Израилем и Палестинской администрацией к подходу, ставящему во главу угла укрепление отношений Израиля с приграничными странами — Иорданией и Египтом, выражая мнение, что только подобный межгосударственный формат может дать надежду на урегулирование палестинской проблемы.
Девятая монография А. Д. Эпштейна — 350-страничная книга «Генезис и закат „левого“ Израиля» (Москва, 2011) — посвящена более чем столетней истории социал-сионистских организаций. Показано, как внутренняя межпарламентская борьба с занявшей второе место на выборах в Кнессет первого созыва партией МАПАМ, наряду с некоторыми другими факторами, главными из которых стали реальность арабо-израильского конфликта и резкое ухудшение отношений с Советским Союзом, ещё в первой половине 1950-х годов привели к движению партии МАПАЙ к центру, к её отходу от программы и ценностей левого лагеря. Начался занявший два десятилетия процесс постепенного исчезновения левых социалистов с политической карты Израиля, закончившейся полным растворением МАПАМ в центристской Рабочей партии, бывшей партией власти и не разделявшей ни социалистические, ни миротворческие, ни правозащитные устремления левых сил. Описан процесс появления в конце 1960-х — начале 1970-х годов новых секулярных левых организаций, представлявших городскую интеллигенцию и средний класс. Борьба за мир гражданских левых де-факто окончилась крахом; как следствие, массы избирателей отвернулись от них. Автор показывает, что в условиях нынешнего доминирования исламистского движения ХАМАС в секторе Газа, а во многом — и на Западном берегу Иордана, левые силы лишились той внятной политической программы, которая позволяла им именовать себя «лагерем мира», вследствие чего шансы «левых» сил вернуться к власти в Израиле представляются призрачными. Израиль, построенный преимущественно «левыми» сионистами, начал новый этап своей политической истории, в которой «левым» не осталось практически никакого места.

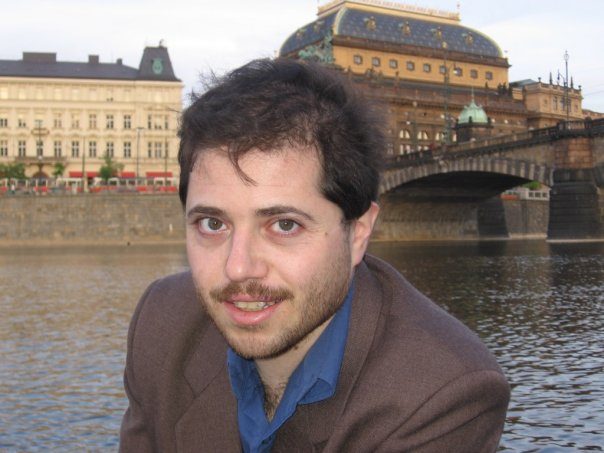
Алек Эпштейн в 2007 году в Праге.

Десятая монография А. Д. Эпштейна, написанная совместно с С. А. Кожеуровым — «Россия и Израиль: трудный путь навстречу» (Москва/Иерусалим, 2011). Израиль — единственная страна мира, с которой Советский Союз дважды за несколько десятилетий разрывал дипломатические отношения, восстановленные лишь в 1991 году. Однако, несмотря на некоторые сложности, в самые последние годы российско-израильские отношения отличаются существенным сближением, как в политической, так и в гуманитарной сферах. Израильское руководство полностью поддержало российских коллег в важных для них идеологических вопросах, касающихся формирования исторической памяти, а также передало России контроль над Сергиевским подворьем в центре Иерусалима. Ни одна из стран Запада не делала в последние годы подобных жестов по отношению к России, и это предопределило существенное улучшение двусторонних отношений, выразившееся, в частности, и в отмене визового режима и резком увеличении туристического потока между государствами. Данная книга — первая, в которой на основе огромного количества российских и израильских источников подводится «предварительный итог» двадцати годам отношений между странами в постсоветскую эпоху. Фрагменты книги были опубликованы в журналах «Россия в глобальной политике», «Наука и образование» и др., а также размещены на портале Института Ближнего Востока.
Особое место в публикациях А. Д. Эпштейна занимает книга «Возрождение еврейской государственности и нерешенный „еврейский вопрос“» (Киев, 2011), представляющая собой цикл эссе о центральных вопросах национального самосознания и проблемах конструирования израильской идентичности в контексте тенденций интеллектуальной и общественной жизни еврейства диаспор между прошлым и будущим. Фрагменты книги были опубликованы в журналах «Неприкосновенный запас» и «Корни», а также на портале Букник.
Двенадцатая книга Алека Д. Эпштейна (она была написана совместно с Е. А. Варшавером) — «В диалоге с врагом: Переговоры об освобождении израильских граждан, захваченных палестинскими и ливанскими боевыми организациями» (Москва, 2012). Вот уже сорок лет Израиль не воевал ни с одной из граничащих с ним арабских стран, ведя боевые действия почти исключительно против тех или иных «квазигосударственных» организаций, совмещающих боевую и политическую деятельность. Как следствие, переговоры об освобождении плененных солдат приходится вести уже не с государствами, а с полуподпольными боевыми организациями. Переговоры с палестинскими «фронтами» и организациями исламистского сопротивления (в книге рассмотрены шестнадцать сделок с ними в 1979—2011 годах) не только формируют «правила игры» между правительством Израиля и непримиримыми противниками самого факта существования еврейского государства, но и служат значимым фактором, способствующим обновлению неписаного «общественного договора» между властью и обществом в самом Израиле. Написанная под влиянием сделки Израиля с исламистской боевой организацией ХАМАС об освобождении капрала Гилада Шалита, эта книга рассматривает проблему в более чем тридцатилетней временной перспективе.
В 2014 г. Институтом Ближнего Востока и Ассоциацией «Мосты культуры» в двух томах был издан масштабный труд А. Д. Эпштейна «Ближайшие союзники? Подлинная история американо-израильских отношений»; первый том был озаглавлен «Эпоха межгосударственных войн: от Второй мировой до Войны Судного дня» и посвящён событиям 1945—1973, а второй, озаглавленный «Эпоха дипломатии: сорок лет „борьбы за мир“», — 1974—2014 годов. Как отмечал в предисловии к двухтомнику президент Института Ближнего Востока Е. Я. Сатановский, издание подобной степени проработки темы за столь большой промежуток времени вышло впервые, и, учитывая крайнюю мифологизированность ближневосточной политики США в массовом сознании, особенно в контексте их отношений с Израилем, представленный автором критический историко-политологический анализ имеет существенное значение. В 2024 г. санкт-петербургским издательством «Деан» с предисловием Юрия Гиверца была издана книга Алека Д. Эпштейна «США, Израиль и Ближний Восток: революция Дональда Трампа».
В 2016 г. Институтом Ближнего Востока и Ассоциацией «Мосты культуры» была издана 430-страничная монография Алека Д. Эпштейна «Горизонты и миражи палестинской государственности» - фундаментальное исследование, рассматривающее проблему в перспективе двух последних столетий.
В 2019 г. Институтом Ближнего Востока и Центром изучения Израиля и диаспоры в двух томах был издан масштабный труд А. Д. Эпштейна «От Владимира Жаботинского до Биньямина Нетаньяху: Национально-либеральное движение Израиля — прошлое и настоящее». На примере Израиля автор показывает, что либерализм отнюдь не является антонимом патриотизма, и именно в их синтезе — залог успешного развития государства и общества.
В 2020 г. Институтом Ближнего Востока была издана книга А. Д. Эпштейна «Израиль и Египет: пять войн за четверть века», а спустя два года — продолжающая её монография «Израиль и Египет: полвека без войны». Этот двухтомник, не имеющий аналогов ни на одном языке, совмещает в себе три плоскости в понимании природы израильско-египетских отношений и участии великих держав в ближневосточном конфликте: дипломатическую, политико-психологическую и военную. Аналогичным образом подготовлена и книга А. Д. Эпштейна «История сирийско-израильского конфликта от распада Османской империи до падения режима Башара Асада», которую Институт Ближнего Востока опубликовал в 2025 г.
В 2021—2023 гг. санкт-петербургским издательством «Деан» были изданы инициированные Юрием Гиверцем книги Алека Д. Эпштейна «Выжить и выстоять: Государство Израиль в Организации Объединённых Наций: первые четверть века (1948—1973)», «ООН в арафатке: Государство Израиль в тисках „освобождения“ Палестины (1974—1988)» и «Ненависть во имя „мира“: травля Государства Израиль в Организации Объединённых Наций (1988—2001)». Основываясь на огромном корпусе документальных материалов, в книгах воссоздана и проанализирована система отношений ООН и Государства Израиль в первые полвека существования еврейского государства. Беспрецедентная полнота исследования позволила автору проанализировать позицию ведущих мировых держав, а также влияние на решения ООН тех стран, которые так и не смирились с воссозданием еврейского государства. При поддержке Центра наследия Менахема Бегина было подготовлено расширенное и дополненное издание второй из этих книг на английском языке, опубликованное в Иерусалиме под названием «Persistence and Consistency: Menachem Begin and Israeli Diplomacy in the Hostile Environment of the United Nations» [«Настойчивость и последовательность: Менахем Бегин и израильская дипломатия во враждебном окружении Организации Объединённых Наций»] с предисловиями одного из самых известных израильских дипломатов посла Эфраима Дубека и руководителя Центра наследия М. Бегина Герцля Макова.
В разные годы руководимым Евгением Сатановским и Ефимом Жигуном Институтом Ближнего Востока были опубликованы отдельными изданиями его аналитические доклады: «Почему провалилась „Дорожная карта“? О причинах прошлых дипломатических неудач и возможных новых инициативах в целях снижения остроты палестино-израильского конфликта» (Москва, 2006; его фрагменты книги были опубликованы в журналах «Россия в глобальной политике» и «Космополис»); «Израильская война против Хезболлы' и формирование новых контуров ближневосточной политики» (Москва, 2007); «Государство Израиль перед вызовом исламизма: „Арабская весна“ и её влияние на еврейское государство» (Москва, 2012; фрагмент доклада был опубликован в журнале «Россия в глобальной политике»); «От межблокового противостояния — к формированию „партии власти“» (Москва, 2013), посвящённый тенденциям развития израильской общественно-политической жизни в свете итогов состоявшихся 22 января 2013 г. выборов в Кнессет XIX созыва и формирования третьего правительства во главе с Б. Нетаньяху и «От антитеррористической операции — к войне: Израиль и исламистское вооруженное сопротивление летом 2014 года» (Москва, 2014). Другие его аналитические доклады издавались МГИМО, Институтом этнологии и антропологии РАН и другими организациями.

## Основные публикации о российском гражданском активизме и протестном искусстве

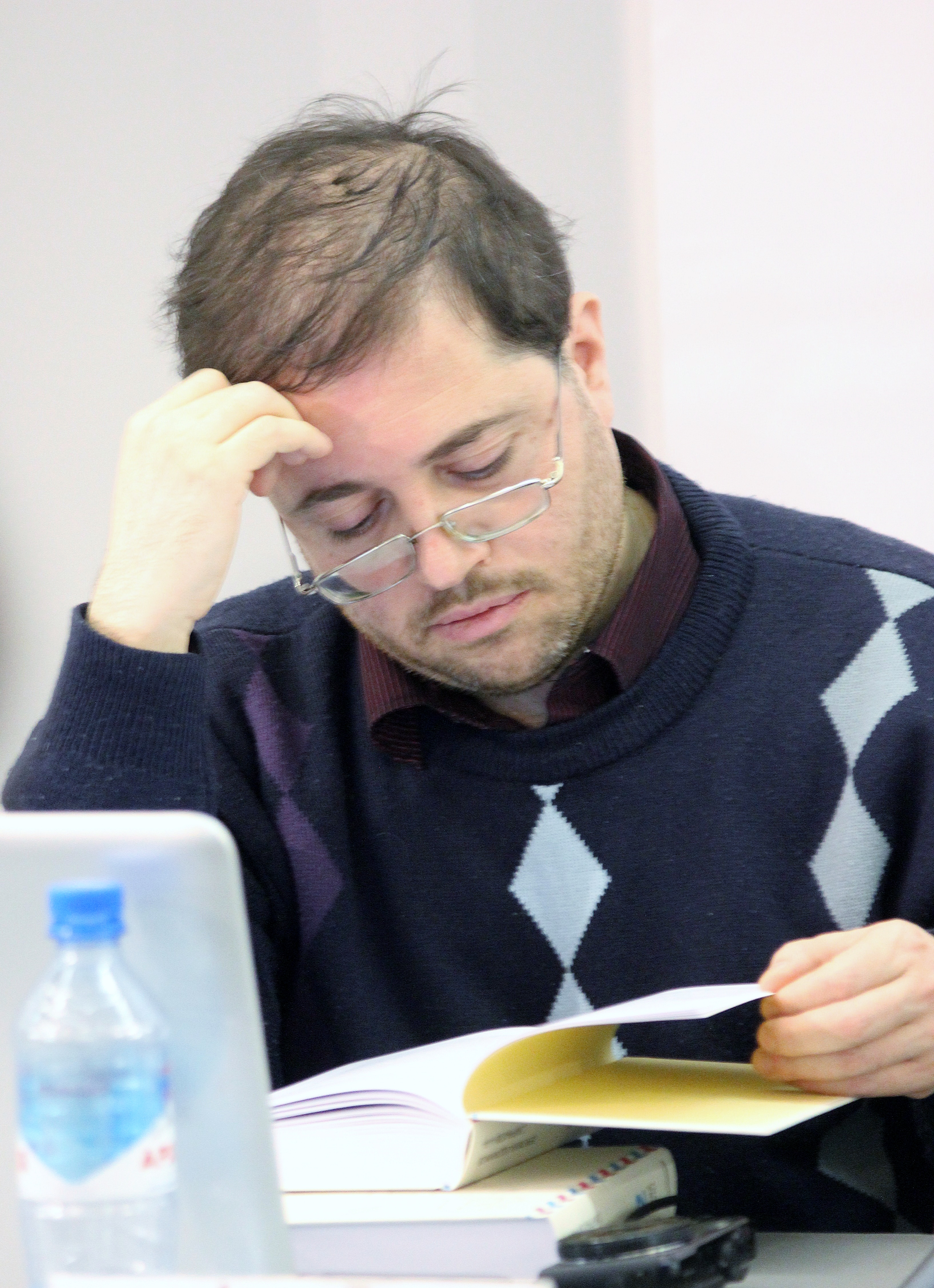
Эпштейн на non/fictio№ 20, 2018

В июне 2011 г. в московском издательстве «Гилея» в серии «Час «Ч». Современная мировая антибуржуазная мысль» вышла написанная им в соавторстве с Олегом Васильевым книга «Полиция мыслей. Власть, эксперты и борьба с экстремизмом в современной России» (отдельные главы из неё опубликованы в журналах «Неприкосновенный запас», «Досье на цензуру» и «Неволя»), в которой слились воедино научные, интеллектуальные и правозащитные устремления авторов. На презентации книги выступали Александр Верховский, Всеволод Емелин, Борис Стомахин и другие, а большое интервью с её авторами было опубликовано порталом «Каспаров.ру».
В июне 2012 г. руководимое Кириллом Медведевым «Свободное марксистское издательство» издало продолжение этой книги — монографию «Защищая власть от общества. Десять лет „антиэкстремистской“ кампании в России» (в книгу также включены яркие статьи философов Ильи Будрайтскиса и Алексея Пензина, выступивших и на презентации, прошедшей в рамках VII Московского международного открытого книжного фестиваля в ЦДХ).
В марте 2012 г. в московском издательстве «Umlaut» вышла монография Алека Д. Эпштейн «Тотальная „Война“. Арт-активизм эпохи тандемократии», в котором представлен общественно-политический анализ феномена арт-группы «Война» за пять лет её деятельности, с момента её появления в феврале 2007 года. Фрагменты этого исследования были опубликованы в двух номерах журнала «Неприкосновенный запас» осенью 2011 года, в коллективных монографиях «Пути России: Будущее как культура» и «Post-Post-Soviet? Art, Politics and Society in Russia at the Turn of the Decade» (Warsaw: Museum of Modern Art, 2013). На презентации книги в Московском музее современного искусства и на «Винзаводе» выступили Андрей Ерофеев, Юрий Самодуров, Петр Верзилов, Антон Николаев и другие, а большие интервью с её автором были опубликованы порталами «Around Art» и «Артхроника», а также Радио «Свобода». Книга была названа среди главных изданий недели газетами «Коммерсант» и «Московские новости» и журналом «Русский репортер». На вечере в Музее современного искусства в Варшаве выступили Денис Мустафин, Илья Будрайтскис и польские интеллектуалы Роман Павловский и Марта Дзеванска.
В конце июля 2012 г., накануне начала суда над Марией Алёхиной, Екатериной Самуцевич и Надеждой Толоконниковой, издателем Виктором Бондаренко при участии «Kolonna publications» был выпущен альбом «Искусство на баррикадах: „Pussy Riot“, „Автобусная выставка“ и протестный арт-активизм», автором-составителем которого был Алек Д. Эпштейн. Кроме написанного им большого предисловия (его фрагменты были опубликованы в двух номерах журнала «Неприкосновенный запас»), альбом включает более сотни фотографий акций и художественных работ, созданных Викторией Ломаско, Антоном Николаевым, Леной Хейдиз, Лусинэ Джанян, Евгении Мальцевой, Леонидом Даниловым, Владимиром Козиным, Олегом Хвостовым, Виктором Богорадом и другими ведущими российскими актуальными художниками. Дизайнером и автором оригинал-макета альбома была Галина Блейх. Большие интервью с Алеком Д. Эпштейном по этому поводу были опубликованы на порталах Радио «Свобода», «Газета.ру» и «Be In», фрагмент альбома был опубликован на портале «Артгид». Альбом был выбран среди главных книг по искусству лета 2012 года журналами «Артхроника» и «Time Out Москва».
В конце ноября 2012 г. организацией «Россия для всех» при участии «Kolonna publications» был выпущен альбом «Проект Виктора Бондаренко и Евгении Мальцевой „Духовная брань“: Борьба за новую жизнь в искусстве сакральных образов христианства», автором-составителем которого был Алек Д. Эпштейн. Подборка уникальных материалов, а также впервые публикуемые различные версии выставленных на «Винзаводе» в сентябре 2012 года работ Евгении Мальцевой делают эту книгу ценным историческим свидетельством об одной из самых резонансных художественных выставок, прошедших в Москве в последние годы. Дизайнером и автором оригинал-макета альбома была Галина Блейх. На презентации книги в Сахаровском центре выступили Виктор Бондаренко, Марат Гельман, Роман Багдасаров и другие, а большое интервью с её автором было опубликовано порталом Радио «Свобода».
В ноябре 2012 г. инициировал создание Альтернативной премии «Российское активистское искусство», председателем общественного форума которой стал. Лауреатами премии в разные годы стали Матвей Крылов, Василий Слонов, Алексей Иорш, Олег Кулик и Сергей Захаров, получившие первую премию в номинации «Искусство музейного пространства», Артем Лоскутов, Мария Киселева, группа Pussy Riot и Петр Павленский, получившие первую премию в номинации «Акции, реализованные в городском пространстве», и другие. Церемонии награждения лауреатов прошла в рамках Ассамблеи «Медиаудар» в Зверевском центре современного искусства 4 декабря 2012 года, в креативном пространстве ART Play на Яузе 24 октября 2013 года (вечер был посвящён памяти безвременно ушедшего композитора и активиста Георгия Дорохова) и 8 ноября 2014 года. В октябре 2013 г. была выпущена брошюра «ART/Акционизм несостоявшейся революции. Альтернативная премия „Российское активистское искусство“», текст которой написал Алек Д. Эпштейн.
В 2010 г. вел на сайте «Liberty.ru» рубрику «Всё могло бы быть и иначе», посвящённую преимущественно событиям общественной и интеллектуальной жизни России; всего на сайте были опубликованы десять его статей.
С февраля 2014 г. по июнь 2015 г. — колумнист портала Радио «Свобода», где были опубликованы более сорока его статей на общественно-политические темы, о ЛГБТ-активизме, а также о современной культуре, в том числе «Арт-активизм нон грата», «Невидимые плакаты и скрытые призывы» (о преследовании гражданских и арт-активистов в Мурманске и в Москве), «Благословляя Гагарина» (об уничтоженной в Перми работе стрит-арт-художника Александра Жунева). «Символ и нашей свободы» (об открытии в Париже обновленного Музея Пикассо) и другие. Ряд его статей посвящён переосмыслению идейного наследия выдающихся деятелей российской культуры и общественного сопротивления (Лидии Чуковской, Андрея Синявского, Станислава Маркелова и других) и их релевантности в наши дни (аналогичная статья памяти Игоря Кона была опубликована им в газете «Общественный резонанс»).
С октября 2014 г. по май 2015 г. — колумнист отдела культуры портала «Лента.ру», где были опубликованы его статьи памяти Юрия Любимова, Майи Плисецкой, о собрании работ художников первой и второй волн русского авангарда из коллекции Георгия Костаки (к выставке в Третьяковской галереи), о скандальной продаже с аукциона портрета Марии Цетлиной кисти Валентина Серова и другие материалы.
Считает события, начавшиеся 24 февраля 2022 года, войной между неофашистским тоталитарным режимом, установившимся в Российской Федерации, и неонацистским режимом, узурпировавшим власть в Киеве; считает эту войну противостоянием РФ и НАТО, цинично использующим украинцев как пушечное мясо. Многократно выступал за немедленное прекращение боевых действий на практически любых условиях, считая, что любой мир, тем более между этими народами, которые он считает братскими, предпочтительнее войны, разрушений и гибели людей. Является последовательным противником цензуры, запрета книг и сайтов, а также всевозможных санкционных режимов, считая их бесполезными и аморальными.

## Основные публикации об искусстве Израиля и русско-еврейской художественной диаспоры
В 2012 г. Алек Д. Эпштейн инициировал создание Центра изучения и развития современного искусства, научным руководителем которого стал. Тремя основными проектами Центра, деятельность которого велась в Израиле, в России и во Франции, стали:
1. Цикл публикаций о художниках т. н. «Парижской школы» и судьбе их творческого наследия во Франции, в постсоветских странах и в Израиле (в частности, относительно создания отдельных мемориальных музеев Марка Шагала, Моше Кастеля, Мане-Каца и других живописцев). Были изучены различные эпизоды, связанные с взаимоотношениями между маршанами и художниками в начале XX века, в том числе отношения Анри Матисса с семьёй Стайнов и российскими коллекционерами Сергеем Щукиным и Иваном Морозовым; отношения Амедео Модильяни, Хаима Сутина и других живописцев с Йонасом Неттером и т. д. (статьи опубликованы в журналах «Диаспоры», «Диалог искусств», «Новое литературное обозрение», в сборнике материалов XX международной конференции по иудаике, в ежемесячнике «Еврейский камертон» и других изданиях);
2. Серия альбомов «Мастера искусства русского зарубежья». Первым в данной серии был издан альбом «Пейзажная живопись Петра Глузберга. Развивая традиции французской пленэрной школы в Израиле» (текст Алека Д. Эпштейна), включавший 65 работ мастера и большую обзорную статью о его творчестве (этот альбом был позднее выпущен также с текстом на английском языке и на иврите; его фрагмент был опубликован в третьем номере киевского альманаха Judaica Ukrainica). За ним последовал альбом «Впечатления художника: грани таланта Аркадия Лившица» (текст Алека Д. Эпштейна и Андрея Кожевникова, предисловие Галины Подольской), изданный к выставкам в Центральном доме художника в Москве и в Иерусалиме, приуроченным к 75‑летию мастера. В 2014 г. был издан масштабный 320-страничный альбом «Наследник туркестанского авангарда, „Бубнового валета“ и искусства еврейского Монпарнаса: Живопись Вениамина Клецеля» (текст Алека Д. Эпштейна и Андрея Кожевникова, предисловие Татьяны Петровой), в котором были впервые собраны репродукции более четырёхсот произведений этого выдающегося художника из музеев и частных собраний России, Израиля, США и Франции. Презентация альбома состоялась в рамках вечера издательского центра «Иерусалимский журнал» в Доме наследия Ури-Цви Гринберга в столице Израиля. В 2016 г. в этой серии вышли альбомы «С мольбертом в сердце: Живопись Иосифа Златкина», «Поэт одиночества: Судьба и искусство Александра Рабина. Московские и парижские годы» и «Верность судьбе и верность искусству: Экспрессионистская живопись Ривки Хволес-Лихтенфельд» (все три книги — текст Алека Д. Эпштейна и Андрея Кожевникова, две последние были изданы и на английском языке).
3. Серия альбомов «Выдающиеся мастера израильского искусства». Первым в данной серии был издан альбом «Ностальгический сюрреализм: Искусство Яакова Новогродера», выпущенный как по-русски, так и по-английски. Далее был опубликован альбом «Непреодолимый апокалипсис: судьба и искусство Зеэва Куна», включавший репродукции избранных работ мастера и большую обзорную статью о его творчестве (текст Алека Д. Эпштейна); позднее он был выпущен также на английском и немецком языках. Третий альбом в серии, также изданный и на русском, и на английском языках, посвящен творческой судьбе выдающегося художника-сюрреалиста Баруха Эльрона (1934—2006).
Алек Д. Эпштейн написал книгу о жизни и творчестве выдающегося русско-еврейского живописца О. Я. Рабина «Художник Оскар Рабин: запечатленная судьба», с конца 1970-х годов живущего и работающего во Франции, опубликованную в 2015 г. московским издательством «Новое литературное обозрение» (отдельные главы из неё опубликованы в журналах «Неприкосновенный запас», «Диаспоры» и «Неволя» и др.). О книге рассказывалось по Общественному российскому телевидению, рецензии на неё вышли в «Art Newspaper Russia», «Независимой газете» и других изданиях. Книга вошла в шорт-лист Премии Сергея Курёхина в номинации «Лучший текст о современном искусстве» и в финал Премии Кандинского за 2016 г. в номинации «Научная работа». После этого при поддержке Музея AZ была опубликована книга «Основоположник метафизического концептуализма: поиски и находки Владимира Янкилевского» (сокращенный вариант был опубликован в журнале «Неприкосновенный запас»), написанная в непосредственном диалоге с её главным героем — выдающимся художником, одним из основателей московского концептуализма, жившим в последние годы жизни в столице Франции.
С марта 2015 г. по август 2022 г. регулярно публиковал статьи о художниках и коллекционерах русско-еврейских диаспор в израильском ежемесячнике «Еврейский камертон»; среди уже напечатанных статей — материалы о творчестве Оскара Рабина, Владимира Кара, Дмитрия Плавинского, Вениамина Клецеля, Йосла Бергнера, Яакова Вассовера, Симхи Норнберга, Иехуды Родана, Дана Москоны и других живописцев.
С декабря 2016 по декабрь 2018 гг. регулярно публиковал статьи об израильском искусстве в выходившем в США ежемесячнике «Новый рубеж»; напечатанные материалы посвящены творчеству Меера Аксельрода, Оскара Рабина, Самуэля Бака, Зеэва Куна, Баруха Эльрона, Вениамина Клецеля, Михаила Яхилевича, а также деятелям музыкальной культуры и театра.
В 2016 г. начал работу над проектом, посвященном судьбам еврейских художников — уроженцев Восточной Европы, переживших Холокост. Книга-альбом «Экспрессионизм трагедии и возрождения. Художники восточноевропейской еврейской диаспоры после Холокоста» (автор-составитель — Алек Д. Эпштейн при участии Андрея Кожевникова) издана в 2018 г. Еврейским обществом поощрения художеств, которое в 2019 г. выпустило и книгу-альбом «Сюрреализм после Холокоста: искусство выразить невыразимое. Художники восточноевропейской еврейской диаспоры в Израиле», над которой работали те же авторы. Эти две книги посвящены двадцати еврейским художникам, пережившим Холокост (среди них: Пинхус Кремень, Давид Гарфинкель, Самуэль Бак, Зеэв Кун, Золтан Перльмуттер, Адольф Адлер, Анатолий Гуревич и другие); все они спаслись и прожили многие десятилетия после окончания Второй мировой войны. Каждый из героев этих двух книг продолжал творить на протяжении, как минимум, четверти века после её окончания, и все они доказали своим искусством, что нацизм не смог их сломить. Данные альбомы-монографии были опубликованы и по-русски, и по-английски.
В 2019 г. начал работу над проектом многотомного «атласа» израильской живописи и музеев, инициированным основателями Еврейского общества поощрения художеств Дмитрием Эткиным и Сергеем Богуславским и реализованным в рамках этой организации. Алек Д. Эпштейн участвовал в работе над всеми четырьмя опубликованными в 2021—2022 годах книгами, в двух из них — «Иерусалим: Художники и музеи вечного города» и «Художественная жизнь Израиля: Хайфа и её окрестности» — выступив как соавтор, а в двух — «Цфат — мистический город искусств» и «Тель-Авив — метаморфозы вечного и современного искусства» — как научный консультант, ответственный за работу с источниками на языке иврит и подбор репродукций и фотографий (все книги богато иллюстрированы). В 2023 г. вышел обобщающий том проекта — «Изобразительное искусство и музеи Израиля. Страна европейской культуры на Ближнем Востоке».
В августе 2023 г. начал работу в качестве арт-куратора Музея им. художника Моше Кастеля в городе Маале-Адумим к востоку от Иерусалима, где перестроил постоянную экспозицию и подготовил её полный каталог, опубликованный на иврите и на английском языках. Отвечает в Музее за выставочную, научную и издательскую деятельность, а также программу лектория. Инициировал учреждение Медали им. Моше Кастеля за особый вклад в израильское искусство и проведение целого ряда художественных выставок, к каждой из которых подготовил профессиональный каталог; среди них: монографические выставки к 100-летию Пинхаса Шаара, к 90-летию Баруха Эльрона, к 125-летию Исаака-Александра Френкеля (Френеля), к 95-летию Зеэва Куна, к 90-летию Иосифа Островского и другие, а также групповые выставки: «Независимый автопортрет: образ и душа художника в израильском искусстве», «Спастись, чтобы творить: художники, пережившие Холокост, в Израиле» и «Наша вечная столица: Иерусалим в израильском искусстве».

## Другие публикации
Редактор и один из авторов сборников статей «Миграционные процессы и их влияние на израильское общество» (совместно с А. В. Федорченко, Москва, 2000), «Общество и политика современного Израиля» (совместно с А. В. Федорченко, Москва-Иерусалим, 2002), «Идеология еврейской национальной жизни в современном мире» (совместно с Д. Брейкстоуном и Л. Дымерской-Цигельман,Москва-Иерусалим, 2003), «Палестино-израильский конфликт в зеркале общественного мнения и международной дипломатии» (Москва, 2004), «Программы урегулирования палестино-израильского конфликта: три года после переговоров в Кэмп-Дэвиде и Табе» (Москва, 2004), «Евреи в постсоветских странах: самосознание и образование» (Иерусалим, 2008), «Еврейское государство в начале XXI века: Антология современной израильской общественно-политической мысли» (Москва-Иерусалим, 2008), «Израиль, Россия и мир: история и современность» (совместно с В. А. Кузьминым, Екатеринбург, 2008), «Израиль, Россия и русскоязычное еврейство в контексте международной политики. Сборник материалов Восемнадцатой международной конференции по иудаике» (совместно с Т. А. Карасовой и В. В. Мочаловой, Москва, 2011), вышедших по-английски коллективных монографий «Every Seventh Israeli: The Jews of the Former Soviet Union — Patterns of Social and Cultural Integration» [«Каждый седьмой израильтянин. Евреи из бывшего СССР — модели социальной и культурной интеграции»] (Иерусалим, 2007), «Constructing the National Identity: Jewish Education in Russia Twenty Years after the End of the Cold War» [«Формируя национальное самосознание — еврейское образование в России двадцать лет спустя после окончания холодной войны»] (Иерусалим, 2008), «Immigrant Scientists in Israel: Achievements and Challenges of Integration in Comparative Context» [«Ученые-иммигранты в Израиле: достижения и проблемы интеграции в сравнительной перспективе»] (Иерусалим, 2010) и опубликованных на языке иврит книг «Национальные приоритеты: Алия и интеграция в Израиле в начале XXI века» (совместно с С. Михаэли и Н. Г. Хеймец, Иерусалим, 2007) и «Несомненно, израильтяне. Русскоязычные граждане „дома“ и „за границей“ — самосознание и культура» (совместно с З. Ханиным и М. Низник, Иерусалим, 2011), а также курсов Открытого университета Израиля «Становление израильской демократии» (в четырёх книгах, 2001), «Общество, экономика и культура Израиля» (в четырёх книгах, 2002—2003) и «Национальная безопасность и демократия в Израиле» (в трёх книгах, 2007—2009).
Автор более чем трехсот научных и публицистических работ, опубликованных, начиная с 1994 года, в двенадцати странах на восьми языках. В России регулярно публикуется в таких изданиях как «Неприкосновенный запас», «Диаспоры», «Ближний Восток и современность», «Космополис. Журнал мировой политики» и многие другие, а также в еврейской периодике. Его работы, написанные на английском языке, опубликованы в международных научных журналах «New Global Development», «Terrorism and Political Violence», «Journal of Human Rights», «Tourism, Culture and Communication», «International Studies in Sociology of Education», «Language in Society», «Language Problems and Language Planning», «Journal of International Migration and Integration» и многих других. Алек Эпштейн написал главы, посвящённые Государству Израиль, в ряде коллективных монографий, среди которых: «Армия и власть на Ближнем Востоке» (Москва, 2002), «Этносы и конфессии на Востоке: конфликты и взаимодействие» (Москва, 2005), «Политические системы и политические культуры Востока» (Москва, 2006), «Civil-Military Relations, Nation-Building, and National Identity: Comparative Perspectives» (Westport — London, 2004), «Sociolinguistics around the World» (London, 2010, в соавторстве) и другие. Одна из его статей включена в масштабный двухтомник «The European Mind. Narrative and Identity» (Malta University Press, 2010).
В 2007 г. была издана написанная им на иврите книга о политических репрессиях и этнических чистках в СССР во времена правления Ленина и Сталина. В 2007—2008 гг. под его редакцией вышло двухтомное издание на русском языке переработанной версии книги израильского историка Б. Гур-Гуревича «В поисках себя между ассимиляцией и эмиграцией: российские евреи и власть в XX веке». В 2010 году в Израиле вышла коллективная монография «Черные годы. Советское еврейство между Гитлером и Сталиным, 1939—1953», ответственным редактором и одним из основных авторов которой был Алек Д. Эпштейн. Позднее расширенное издание этой книги было выпущено Открытым университетом Израиля на языке иврит в рамках четырёхтомной антологии «История евреев в России в XX веке» (ответственный редактор — проф. Яаков Рои).
Много публикуется в печатных и электронных СМИ. В 2001—2005 гг. регулярно печатался в израильской газете «Вести», в 2006 г. был колумнистом российского еженедельника «Еврейские новости», затем печатался преимущественно в израильской газете «Новости недели» (в приложении «Еврейский камертон») и в «Международной еврейской газете», на порталах «Новая политика» и «Русский журнал». В 2012—2016 гг. — постоянный автор украинской ежемесячной еврейской газеты «Хадашот» [«Новости»], где были опубликованы сорок его статей. Неоднократно выступал на израильских и российских теле- и радиоканалах, в том числе в передачах Первого канала, телеканала Россия 1, радио Вести ФМ, Радио России и т. д.

## Избранные статьи в сети
- Статьи в «Журнальном зале» «Русского журнала» из «Неприкосновенного запаса», «Нового литературного обозрения», «Континента» и «Иностранной литературы», 2001—2016 гг.
- Статьи на портале Интеллектуальная Россия 2010—2012 гг.
- Статьи на портале Интеллектуальная Россия 2013—2016 гг.
- Статьи на портале Россия в глобальной политике
- Статьи на портале Радио Свобода 2014—2015 гг.
- Статьи в ежемесячнике Еврейский обозреватель
- Статьи в украинском еврейском ежемесячнике Хадашот [Новости]
- Статьи на портале Либерти.ру, посвящённые событиям общественно-политической и интеллектуальной жизни России, 2010—2013 гг.
- «Почему не болит чужая боль: память и забвение в Израиле и в России» — Публичная лекция в рамках проекта Полит.ру (опубликована в журнале «Корни»), 12 ноября 2009 года
- «Утопии, иллюзии и служба отечеству: Роль израильских интеллектуалов в процессе формирования государства и нации» — Публичная лекция в рамках проекта Полит.ua, 26 мая 2011 года
- «В лабиринтах иллюзий. Деятели культуры и борьба за облик Государства Израиль», опубликована в 2003 году
- «Голоса русско-еврейской интеллигенции: израильские „толстые“ журналы вчера и сегодня», статья из журнала «Вестник» (США), 2003
- «В заложниках у терроризма. Полувековой ближневосточный опыт и выводы из него», доклад в Общественной палате РФ/статья на сайте Института религии и политики, 2006

## Интервью
- Алек Д. Эпштейн и Лев Шлосберг: «Война в твоём доме» / Люди мира // ГражданинЪ TV. 12 октября 2023.